# Epigrafia latina
L'epigrafia latina (dal greco «ἐπὶ γράφειν», scrivere sopra) è la scienza che studia i documenti iscritti in lingua latina su supporti di varia tipologia (rigidi e scarsamente deperibili come pietra, metallo, materiale fittile ecc., ma anche su materiale rigido ma deperibile come il legno o su materiali flessibili e deperibili come la cera ecc. Fanno eccezione i testi su papiro o pergamena, tradizionalmente di pertinenza della papirologia), a partire dalle prime attestazioni in latino (VII-VI secolo a.C.) e fino alla caduta dell'Impero romano d'Occidente.
L'epigrafia latina può ricomprendere anche, in senso esteso, l'epigrafia cristiana, generalmente considerata una branca dell'archeologia cristiana. Resta invece esclusa l'epigrafia monetale (costituita dalle legende presenti sulle monete romane a partire dalla seconda metà del III sec. a.C.), nella pratica accademica di competenza degli studiosi di numismatica antica.
I Romani distinguevano tra testo scritto, denominato titulus, e supporto, per il quale non vi era una definizione univoca (ara, tegula, fistula, tabula, cippus ecc.). Nella terminologia scientifica il termine "iscrizione", di frequente uso nel lessico non specialistico, è spesso sostituito dalla parola "epigrafe" (dal greco «ἐπιγραϕή»). Lo studioso della materia è comunemente detto "epigrafista".
Lo studio delle iscrizioni latine riveste particolare importanza, nell'ambito della storia romana e dell'archeologia, per la conoscenza della società antica, dei suoi usi e costumi, della religione, dei rapporti tra i vari strati della popolazione, per la prosopografia e gli studi demografici, per la comprensione di determinati eventi o fenomeni storici poco o per nulla conosciuti per il tramite degli autori antichi. Può inoltre determinare la proprietà di sepolcri, abitazioni o fondi rustici e aiutare a definire, con esattezza o approssimazione, l'epoca di edificazione di monumenti e di edifici, sia pubblici che privati. L'epigrafia può infine risultare utile nell'individuazione dei fenomeni evolutivi della lingua latina, sia dal punto di vista grafico che fonetico, delle sue sfumature dialettali e caratteristiche regionali, da cui prenderà avvio la differenziazione nelle lingue romanze o neolatine.

## Classificazione delle iscrizioni latine
In base al contenuto del testo iscritto le epigrafi si suddividono in:
- sepulcrales (iscrizioni funerarie), di gran lunga la maggioranza delle iscrizioni sopravvissute, contengono i nomi dei defunti, dei dedicanti dell'iscrizione e/o del sepolcro e talvolta dati biometrici o menzioni circa l'attività svolta in vita (nel caso di individui di alto ceto sociale si ha in genere il ricordo del cursus honorum, l'elencazione delle cariche pubbliche rivestite).
- sacrae (iscrizioni sacre), per lo più rappresentate da dediche a divinità.
- honorariae (iscrizioni onorarie), generalmente poste su basi di statue dedicate a personaggi eminenti.
- operum publicorum (iscrizioni di opere pubbliche), poste su monumenti di varia natura a ricordo dell'esecuzione dei lavori di edificazione o di restauri.
- leges ed acta (iscrizioni giuridiche), comprendenti ogni tipo di documento legislativo.
- fasti (calendari), indicanti giorni di festa e di mercato. Rientrano in questa categoria anche gli elenchi di magistrati (fasti consulares).
- tituli in artis operibus (iscrizioni su opere d'arte), rare e preziose per il ricordo dei nomi di artisti ed artigiani.
- terminales (iscrizioni di confine), atte a definire l'estensione di proprietà o di aree di rispetto.
- instrumenta (iscrizioni su oggetti di uso quotidiano), di varia natura, dai collari degli schiavi a tessere e sigilli.
- bolli e marchi, posti su lucerne, tegole ed altri laterizi.

## Criteri di trascrizione
La trascrizione di un'iscrizione in lingua latina, compito essenziale degli epigrafisti, è un'operazione spesso complessa a causa della frammentarietà dei supporti o della presenza anche abbondante di abbreviazioni, di non sempre facile scioglimento. La peculiarità dei testi epigrafici ed il loro talvolta precario stato di conservazione hanno portato gli studiosi ad adottare un sistema di trascrizione basato sul sistema di Leida (il sistema standard di segni diacritici utilizzato per l'edizione dei testi antichi), modificato per renderlo più adatto agli usi dell'epigrafia: ne è nato, a partire dal 1980, il sistema Panciera-Krummrey, dal nome degli ideatori Silvio Panciera e Hans Krummrey, oggi di comune impiego nell'edizione critica delle iscrizioni latine.

### Impaginazione del testo e punteggiatura
Nella trascrizione di un testo epigrafico solitamente si riproduce sul foglio la divisione in righe così come essa appare sull'originale. Quando una parola si interrompe al termine di una riga e continua nella riga successiva si inserisce un = in corrispondenza dell'a capo. Nei casi in cui, per particolari esigenze (es. la trascrizione del testo di un'epigrafe nella nota di un articolo), si renda necessario scrivere il testo per esteso, si ricorre all'uso del segno / (barra, in ing. slash) posto in corrispondenza di ciascun a capo.
```
es. 
CIL
, VI 9001: Elaphio / fecit sibi / et Primo conservo suo / pistori Marcellae.
```

Talvolta è impiegata la doppia barra ( // ) per evidenziare la scansione del testo su colonne parallele.
```
es. 
CIL
, VI 5913: L(ucius) Lucretius / Celsus. // Lucretia / Vitalis.
```

Nella trascrizione di un'epigrafe l'editore di norma aggiunge la punteggiatura (virgole, punti e virgole, punti, virgolette) al fine di rendere più chiara la comprensione del testo al lettore.

### Scioglimento delle abbreviazioni
La consuetudine epigrafica romana fa largo uso di abbreviazioni, spesso, ma non sempre, ridotte alla sola lettera iniziale. L'editore è solitamente tenuto a sciogliere le abbreviazioni contenute nel testo attraverso l'uso delle parentesi tonde ( a(bc) ). Quando non si è certi del corretto scioglimento di un'abbreviazione si può far seguire la proposta da un punto interrogativo posto entro le parentesi tonde ( a(bc?) ). Nel caso di scioglimento difficile o impossibile si utilizzeranno le parentesi tonde seguite da tre trattini orizzontali ( a(---) ).
```
es. 
CIL
, VI 9056: P(ublio) Aelio / Augustor(um) lib(erto) / Marino tabul(ario) / Ulpia Mariane / coniugi pientissimo / fecit.
```

```
es. 
CIL
, VI 10425: D(is) M(anibus). / C(aio) A(---) Euhodo fratri / et F(---) Tycheni mat(ri) / Helius / bene merent(ibus) / fecit.
```

### Integrazione delle lacune
L'integrazione delle lacune di un testo epigrafico costituisce il compito più arduo per un epigrafista, nel quale sono messe alla prova le sue competenze linguistiche, la familiarità con i testi, le conoscenze storiche, giuridiche, archeologiche e prosopografiche, nonché il suo acume. Non di rado ad una prima proposta di integrazione di un testo seguono nel tempo altre ipotesi ad opera di differenti studiosi, molte delle quali mantengono un analogo grado di plausibilità. La presenza di una lacuna testuale è indicata dalle parentesi quadre, al cui interno l'editore supplisce il testo mancante secondo il suo giudizio ( a[bc] ). Talvolta l'editore può supporre la presenza di un'abbreviazione nella lacuna ( a[b(cd)] ). Nel caso di una proposta integrativa incerta anche a giudizio dell'editore, egli può inserire dentro le parentesi quadre un punto interrogativo ( a[bc?] ). Nei casi di integrazione difficoltosa o impossibile si ricorre alla parentesi quadra seguita da tre trattini orizzontali se non si è in grado di stabilire il numero di lettere presenti nella lacuna ( a[---] ), in caso contrario si inserisce nelle parentesi quadre un punto per ogni lettera mancante ( a[..] ). Se non si è certi della presenza di una lacuna si può aggiungere ai tre trattini orizzontali tra le parentesi quadre un punto interrogativo ( a[---?] ).
```
es. 
AE 
1976, 263: D(eo) Inv(icto) [M(ithrae)] / Aur[elius] / Herm[es?] / pro teṃ[---] / et suis / v(otum) s(olvit) l(ibens).
```

```
es. 
CIL
, IX 5349: [---?] ḍeum dearu[m(que) ---?]. / Suedia Doris / d(e) s(uo) [f(ecit)?].̣̣̣̣̣̣
```

Nel caso della lacuna di un'intera riga di testo, questa si indicherà con sei trattini orizzontali tra parentesi quadre ( [------] ). Se la lacuna è relativa ad un numero imprecisato di righe e situata nella parte iniziale o finale dell'iscrizione, si useranno sei trattini orizzontali senza parentesi quadre ( ------ ). Anche in questa circostanza, nel caso di dubbio, i sei trattini orizzontali potranno essere seguiti da un punto interrogativo ( ------? ), ad indicare che non si è certi se nella parte non conservata del supporto ci fossero altre righe di testo.
```
es. 
CIL
, VI 32368: ------ / [---]m / [---]s / [------] / [---]s / [---]os / ------
```

La lacuna limitata al prenome, non rara a causa, ad esempio, della frequente scheggiatura dei supporti in corrispondenza dei margini, può essere indicata da un solo trattino orizzontale tra parentesi quadre ( [-] ).
```
es. 
AE 
2002, 312: D(is) M(anibus) / [-] Flavi Chresti / [vi]x(it) annis L.
```

### Lettere di incerta lettura
Per le lettere mal conservate (lettere la cui presenza è certa ma per le quali è difficile determinare il segno alfabetico), si inserisce un punto al di sotto nei casi in cui il contesto consenta una pressoché certa identificazione ( ạḅc ) ed un + quando esse non siano in alcun modo riconoscibili ( a++ ). Ogni qual volta l'editore rinvenga sul supporto tracce di lettere non distinguibili, anche ridotte a vaghi segni in frattura, non è mai corretto integrare il testo tra parentesi quadre ignorando la presenza seppur indeterminata di tali lettere: è opportuno invece che l'editore del testo prenda una posizione, identificando le lettere vagamente visibili con un punto al di sotto ed integrando tra parentesi quadre solo le lettere di cui non rimane più alcuna traccia tangibile ( aḅ[c] ).
```
es. 
CIL
, VI 41051: M(arco) Ge+[---] / [-] f(ilio) Rọ+[---] / [---]++[---] / ------?
```

Esistono casi, infine, in cui le lettere sono chiaramente leggibili ma la lacuna circostante impedisce di definire se esse siano all'interno di una parola oppure siano delle abbreviazioni o parti di un nome. In tali circostanze l'editore trascrive le lettere in maiuscolo ( ABC ).

### Erasioni
Non è raro incontrare su un supporto epigrafico i segni di un'erasione effettuata al fine di cancellare un segmento di testo, sia perché esso risultava a posteriori "sgradito" (è il caso della cosiddetta damnatio memoriae), sia per correggere un errore del lapicida. Quando l'erasione non risulta accurata l'editore è talvolta in grado di distinguere in tutto o in parte il testo eraso, che trascrive all'interno di doppie parentesi quadre ( [[abc]] ). È inoltre possibile tentare una restituzione di un testo eraso non più leggibile sulla base, ad esempio, dello spazio da esso occupato nell'iscrizione: in tal caso l'editore utilizzerà la doppia parentesi quadra, che definisce la presenza di un'erasione, con all'interno un'ulteriore parentesi quadra contenente la proposta di integrazione ( [[abc]] ). Il testo eraso poteva naturalmente contenere abbreviazioni ( [[a(bc)]] ), o la presenza di abbreviazioni può essere supposta dall'editore che integra il testo su erasione ( [[a(bc)]] ).
```
es. 
CIL
, VIII 26542: P(ublio) Septimio Severo 
[[Getae Caes(ari)]]
 Aug(usto) n[ostro ---].
```

Un segmento di testo eraso può anche essere sostituito con un nuovo testo. Tale circostanza si verifica, ad esempio, quando un lapicida, accortosi dell'errore di copiatura, elimina tramite abrasione alcune lettere e le sostituisce con un testo corretto. In questi casi l'editore riporta il nuovo testo all'interno di doppie parentesi uncinate ( «abc» ).

### Parole sottintese o erronee, lettere omesse o aggiunte

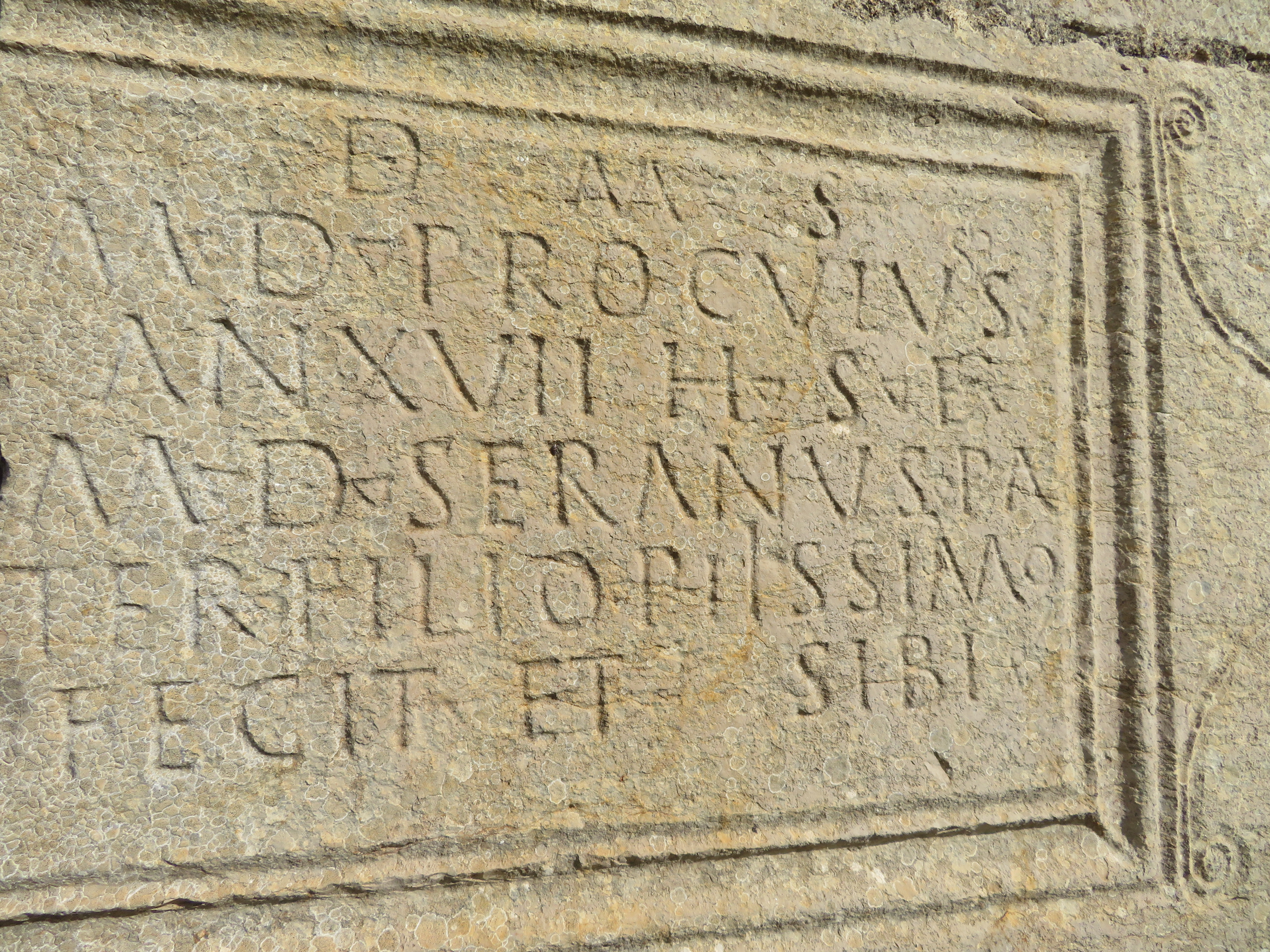
Epigrafia latina in memoria di Marco Domizio Proculus (La Iglesuela del Cid, Spagna)

Frequente nella pratica epigrafica è anche l'omissione di parole la cui presenza doveva risultare ovvia e superflua per il lettore del tempo: è il caso ad esempio del termine uxor o coniu(n)x ("moglie", "coniuge"), per cui a volte il nome della donna è seguito da quello del marito al genitivo senza ulteriore specificazione. La parola sottintesa può essere esplicitata dall'editore preceduta dalla locuzione latina scilicet ("vale a dire", "s'intende"), abbreviata e posta all'interno di parentesi tonde ( (scil. abc) ).
Riguardo alle parole contenenti errori, piuttosto comuni a causa dello scarso grado di alfabetizzazione della popolazione romana e dell'abbondante presenza di immigrati coatti (schiavi, liberti), è doveroso notare che la tendenza alla correzione delle forme scorrette, intervenendo sul testo con appositi segni diacritici, è stata nel tempo sostituita da una più cauta tendenza alla conservazione della forma non ortodossa, la quale può risultare utile per comprendere l'effettiva pronuncia della lingua nei vari periodi della storia romana e per individuarne le sfumature dialettali locali. Per la correzione delle parole erronee si utilizzano le parentesi graffe, per espungere lettere ripetute o aggiunte in modo inappropriato ( {abc} ), e la parentesi uncinata, per aggiungere lettere omesse dal lapicida ( <abc> ).
Quando invece è il lapicida stesso ad aggiungere una lettera o un'intera riga al testo, per correggere o integrare, si indica tra due virgolette inclinate ( `abc´ ). Spesso le lettere così aggiunte hanno un modulo minore rispetto alle altre, per collocarle tra le lettere già presenti sul supporto, e sono dette per questo "lettere nane". La presenza di una lettera nana non è però necessariamente sinonimo di un'aggiunta, in quanto talvolta il lapicida, per far rientrare il testo nella riga così come si era prefissato, era costretto a ridurre le dimensioni di una o più lettere dell'ultima parola della riga.

### Simboli, segni speciali, numerali, figure nel testo
Come nelle lingue moderne anche i testi epigrafici latini possono contenere simboli di varia natura che corredano il testo. I più comuni sono i simboli monetali (IIS, "sesterzio", che precede una cifra in numeri romani), la C rovesciata o retrograda (Ɔ) impiegata per indicare sinteticamente la parola mulier ("donna"; ad esempio nelle locuzioni Ɔ l(ibertus) = ((mulieris)) l(ibertus), "liberto di una donna"), il simbolo della centuria, anche usato per alludere al grado di centurione (〉), il cosiddetto theta nigrum (Θ) utilizzato per precisare che un individuo era deceduto nel momento in cui fu apposta l'iscrizione (cui fa da contraltare la V di v(ivus) o v(ivit)) e altri meno frequenti.
Una classe a sé di segni grafici speciali è costituita dalle cosiddette lettere claudiane, introdotte dall'imperatore Claudio all'epoca della sua censura (47-48 d.C.), che trovarono impiego per un breve lasso di tempo, cadendo precocemente in disuso. Esse sono la F capovolta (Ⅎ; digamma inversum), usata per trascrivere il suono consonantico V, da sempre indistinto dalla vocale U nella scrittura latina; il segno Ⱶ, corrispondente alla metà sinistra della lettera H, introdotto per trascrivere il sonus medius, analogo alla moderna pronuncia della lettera Y; il segno Ɔ (antisigma), per sostituire i suoni BS e PS, di cui non si conosce tuttavia alcuna attestazione epigrafica.
I segni extraalfabetici vengono solitamente trascritti mediante l'uso della doppia parentesi tonda, al cui interno l'editore esplica il significato del segno ( ((abc)) ).

## Sistema onomastico romano
In epoca alto-imperiale ciascun cittadino romano di sesso maschile era contraddistinto da una formula onomastica composta da tre membri:
- Il praenomen (prenome) era attribuito dai genitori al bambino fin dalla nascita e scelto tra un gruppo piuttosto ristretto di nomi. Nelle iscrizioni esso è di norma abbreviato alla sola lettera iniziale, con alcune eccezioni (ad es. T. per Titus, Ti. per Tiberius). La sua importanza decadde gradualmente con il progredire della storia romana e a partire dal III sec. d.C. venne sempre più di frequente omesso anche nelle epigrafi. La scelta del praenomen era solitamente condizionata dalle tradizioni familiari: un prenome poteva essere tramandato di padre in figlio, poteva essere attribuito solo al primogenito oppure poteva variare ad ogni generazione. Si nota inoltre la tendenza a considerare alcuni praenomina come caratteristici di un determinato nomen gentilicium (vedi sotto). Il prenome era solitamente utilizzato per rivolgersi in tono confidenziale ad una persona; non mancano tuttavia casi di imperatori identificati per lo più dal proprio prenome (ad es. Caligola, spesso chiamato semplicemente Gaio, o Tiberio).
- Il nomen gentilicium (nome gentilizio, o più semplicemente nomen o gentilizio) è il nome con il quale era identificata la gens (famiglia allargata, clan) di appartenenza di un individuo, simile ma non coincidente nell'uso al moderno cognome. Esempi sono Iulius, Claudius, Octavius, Cornelius, derivati dalle relative gentes di cui l'individuo era parte, rispettivamente la gens Iulia, Claudia, Octavia, Cornelia. Il nomen era, come è ovvio, trasmesso dal padre ai propri figli, sia maschi che femmine.
- Il cognomen (non traducibile in italiano con la parola cognome per le diverse funzioni da esso espletate) rappresenta l'elemento caratterizzante per eccellenza nel sistema onomastico romano. Nato come una sorta di soprannome derivato da caratteristiche fisiche, morali o di altro genere (ad es. Ahenobarbus, Enobarbo, "dalla barba rossa"; Crassus, Crasso, "grasso"; Secunda, Seconda, "nata per seconda"), si diffuse già in epoca arcaica tra gli individui di ceto elevato (ad es. C. Marcius Coriolanus, Gaio Marcio Coriolano, conquistatore della città laziale di Corioli agli inizi del V sec. a.C.) ed in seguito si cristallizzò tra questi, tramandandosi di padre in figlio, con lo scopo di definire con maggior precisione il ramo gentilizio, ovverosia il nucleo familiare di appartenenza all'interno del più vasto agglomerato gentilizio (ad es. i celebri Cornelii Scipiones, appartenenti alla gens Cornelia); per tale ragione non era rara, tra i ceti abbienti, l'attribuzione ad un individuo di due o più cognomina, il primo dei quali indicava il ramo familiare di appartenenza e l'altro caratterizzante l'individuo (ad es. Lucius Cornelius Scipio Barbatus, L. Cornelio Scipione Barbato, appartenente alla gens Cornelia, ramo degli Scipioni, detto Barbato perché solito portare una lunga barba). Dal I sec. a.C. l'uso del cognomen si estese gradualmente anche ai ceti inferiori, pur mantenendo questi l'originaria abitudine di variare il cognomen di padre in figlio.

Per quanto concerne le donne, non era tradizione nella cultura romana che esse possedessero un prenome, a causa dell'originario ruolo di inferiorità e di subordinazione al padre e al marito. Sono tuttavia attestate anche a livello epigrafico alcune eccezioni.

### Filiazione
Parte integrante della formula onomastica romana era la filiazione, ovverosia l'indicazione del patronimico (i Romani, a differenza degli Etruschi, non contemplavano il matronimico). Il patronimico, costituito dall'abbreviazione del prenome del padre seguita dalla F di f(ilius)/f(ilia), era precisato dopo il nomen gentilicium e prima della tribù o, in assenza di questa, del cognomen. Nel caso di personaggi di nobili origini il patronimico poteva essere seguito dall'indicazione del nome del nonno paterno o di avi più antichi (ad es. C·F·L·N·SEX·PRON, C(ai) f(ilius) L(uci) n(epos) Sex(ti) pron(epos), "figlio di Gaio, nipote di Lucio, pronipote di Sesto").

### Tribù
Poiché il tradizionalismo insito nella cultura romana assegnava al possesso della terra un ruolo essenziale tra i valori fondanti della società, i cittadini romani erano iscritti nelle circoscrizioni elettorali (tribus) in relazione al luogo in cui detenevano la maggior estensione di proprietà terriere, a prescindere dal luogo effettivo di residenza. Gli individui liberi di sesso maschile e maggiori di età, appartenenti a famiglie stanziate a Roma ma con proprietà terriere presso altre città d'Italia o delle province, erano iscritti nei registri della tribù rustica assegnata a quel dato centro. I nullatenenti (coloro che non detenevano alcuna proprietà terriera, la gran massa della popolazione residente a Roma) maggiori di età, di condizione libera e di sesso maschile, erano per lo stesso motivo iscritti in una delle quattro tribù urbane. La precisazione della tribù rustica di appartenenza manifestava pubblicamente il raggiungimento dello status di cittadino romano nonché il possesso di un certo benessere economico derivante dallo sfruttamento agricolo dei propri terreni; l'inclusione della tribù rustica di appartenenza nella formula onomastica era pertanto entrata nella consuetudine fin dall'epoca repubblicana, solitamente abbreviata alle prime tre lettere ed inserita tra la formula di filiazione ed il cognomen. L'iscrizione alle tribù urbane era al contrario sentita come fonte di infamia: nelle epigrafi relative a liberti (ex schiavi che all'atto della manomissione ricevevano anche la cittadinanza romana), di norma iscritti in una delle tribù urbane a causa della mancanza di possedimenti agricoli, la menzione della tribù era generalmente omessa a livello epigrafico. Le donne, escluse dal diritto di voto, non erano registrate negli elenchi delle tribù; per tale ragione non può trovarsi menzione di una tribù in associazione ad un individuo di sesso femminile.

### Esempi di formule onomastiche complete
CIL, VI 32932:

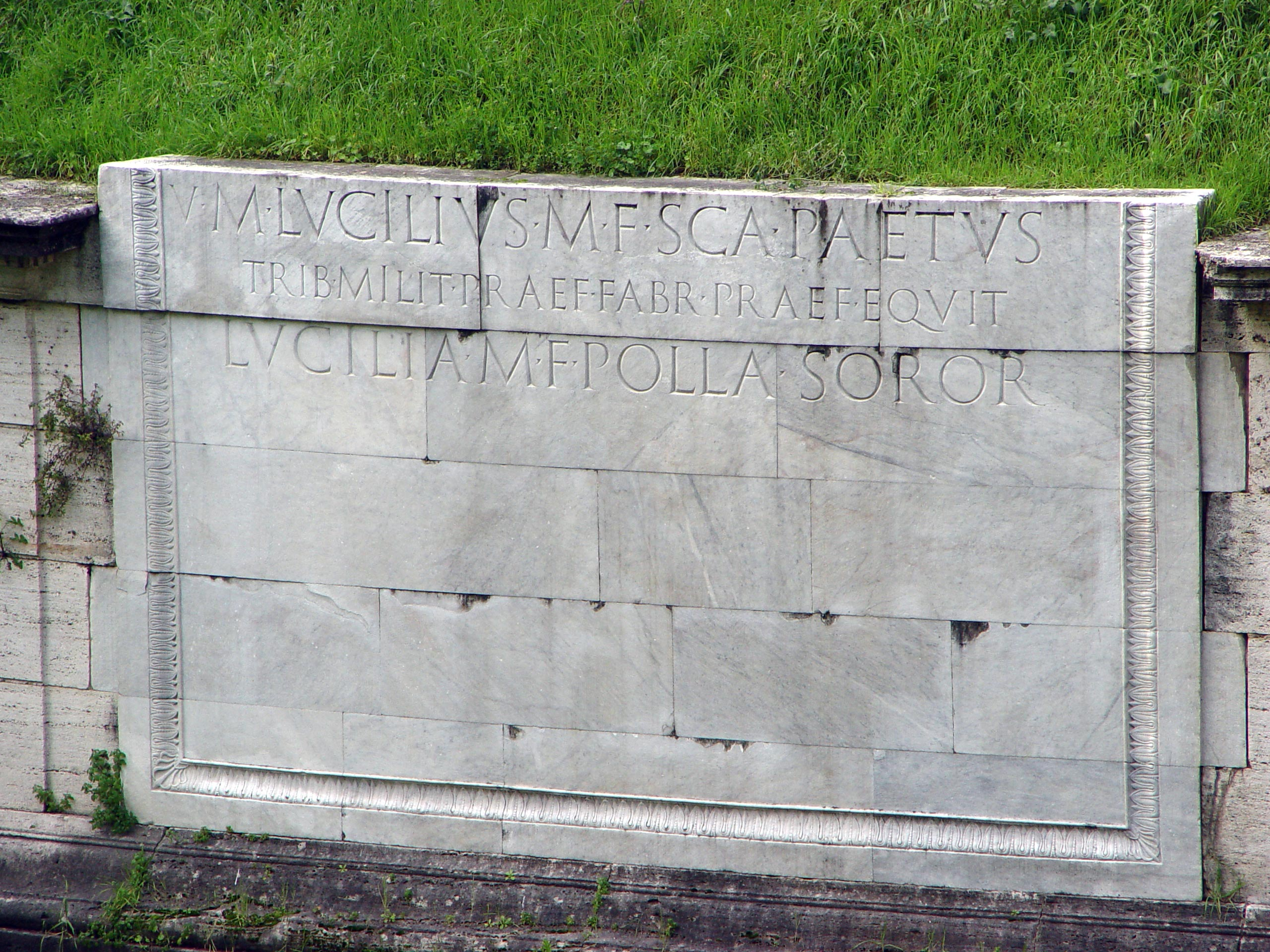
Iscrizione sulla facciata del Mausoleo di Lucilio Peto sulla via Salaria a Roma

V(ivus); M(arcus) Lucilius M(arci) f(ilius) Sca(ptia) Paetus,
trib(unus) milit(um), praef(ectus) fabr(um), praef(ectus) equit(um);
Lucilia M(arci) f(ilia) Polla, soror.
Vivo; Marco Lucilio, figlio di Marco, della tribù Scapzia, Peto,
tribuno militare, prefetto del genio militare, prefetto della cavalleria;
Lucilia, figlia di Marco, Polla, sorella.
L'iscrizione è posta sul tamburo di base di un grande sepolcro a tumulo di età augustea, sul lato prospiciente l'antica via Salaria, poco al di fuori del pomerio di Roma. Il supporto è costituito da blocchi in opera quadrata di marmo. Il campo epigrafico, lievemente convesso, è delimitato da una cornice vegetale (kyma lesbio). L'epigrafe si compone di tre righe, scolpite in scrittura capitale di ottima fattura; lo spazio al di sotto dell'ultima riga di testo rimase vuoto per ospitare, presumibilmente, i nomi di altri parenti e discendenti, che non furono mai aggiunti. Il dedicante è Marcus (prenome) Lucilius (gentilizio) Marci filius (formula di filiazione/patronimico) Paetus (cognomen derivato da una caratteristica fisica, "guercio"; è possibile tuttavia che anche il padre portasse lo stesso cognomen e che essi fossero pertanto omonimi), cittadino romano della tribù Scapzia. Egli era vivo nel momento in cui fu realizzata l'iscrizione, come si desume dalla presenza di una V in modulo lievemente minore anteposta al nome. Segue il cursus honorum: fu tribuno militare, prefetto del genio militare e della cavalleria, tutte cariche riservate a cittadini appartenenti all'ordine equestre. Segue la formula onomastica della sorella, priva di prenome e non preceduta dalla lettera V, segno che questa era premorta al fratello e che il sepolcro era stato edificato in primo luogo per contenere i suoi resti. Polla, dall'aggettivo paullus, ha il significato di "piccola" e potrebbe indicare che era sorella minore di Paetus.
CIL, VI 31584:
Caeciliae
Q(uinti) Cretici f(iliae)
Metellae Crassi (scil. uxori).
A Cecilia,
figlia di Quinto Cretico,
Metella, di Crasso (sott. moglie).

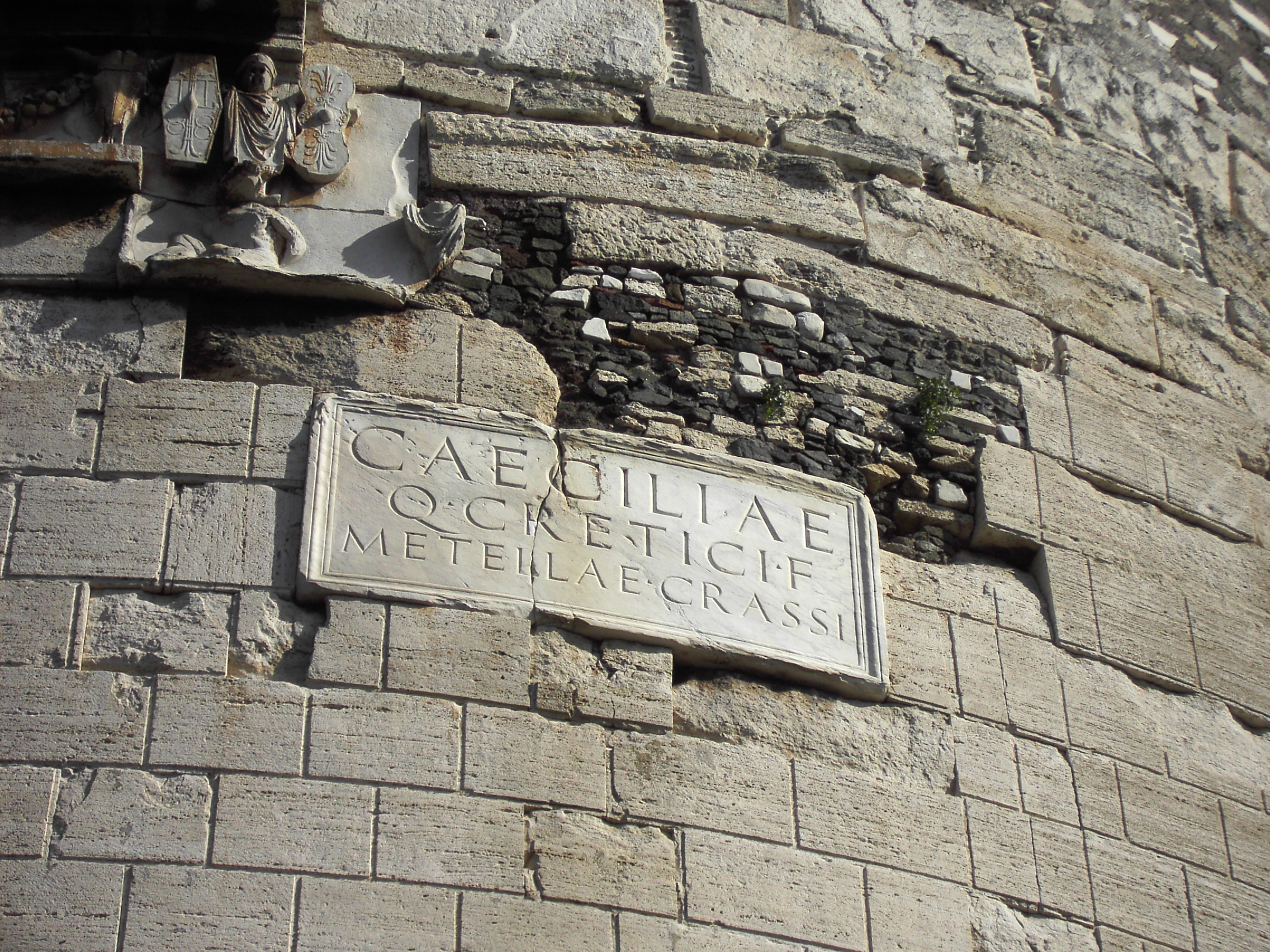
Iscrizione sul tamburo del Mausoleo di Cecilia Metella sulla via Appia a Roma

L'epigrafe, scolpita su un blocco convesso di marmo con cornice modanata, è collocata sul tamburo del maestoso sepolcro posto poco prima del III miglio della via Appia antica a Roma, in località Capo di Bove, datato alla seconda metà del I secolo a.C. L'iscrizione è articolata su tre righe e riporta il nome al dativo della dedicataria del mausoleo: Caecilia (gentilizio) Quinti Cretici filia (formula di filiazione/patronimico) Metella (cognomen), moglie di Crassus. Si nota che la formula di filiazione non è limitata al prenome abbreviato del padre seguito dalla F di filia ma comprende anche il suo cognomen; tale circostanza, del tutto infrequente, è dovuta alla notorietà del padre (Quintus Caecilius Metellus Creticus, appartenente alla gens Caecilia, ramo dei Metelli, detto Creticus in quanto conquistatore di Creta) e agli scopi per i quali fu eretto un sepolcro così monumentale, volto in primo luogo ad esaltare le glorie della famiglia. La defunta era pertanto identificata da un solo cognomen relativo al suo ramo familiare. L'esistenza di almeno un'altra parente stretta di sesso femminile chiamata Caecilia Metella (la figlia di Quinto Cecilio Metello Celere, lontana cugina della nostra Metella) fece sì che la defunta fosse ulteriormente identificata dal cognomen al genitivo del marito, Marcus Licinius Crassus, il quale potrebbe essere stato, peraltro, il finanziatore del monumento.

## Primi documenti in lingua latina
- Fibula prenestina (700-650 a.C.)
- Vaso di Dueno (VII sec. a.C.)
- Lapis niger (575-550 a.C.)
- Lapis Satricanus (VI-V a.C.)
- Cista Ficoroni (IV sec. a.C.)

## Storia

### Ciriaco d'Ancona

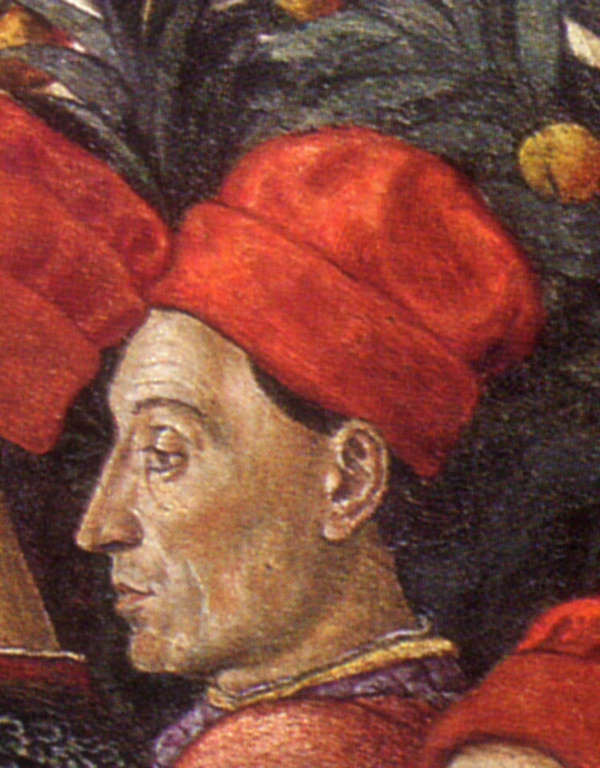
Ciriaco d'Ancona

Tra i pionieri dell'epigrafia, non solo latina, ma anche greca, si deve ricordare Ciriaco d'Ancona, vissuto a cavallo tra Trecento e Quattrocento e considerato fondatore dell'Archeologia; Giovanni Battista de Rossi, il noto archeologo ottocentesco, disse che l'attività di Ciriaco nel copiare le iscrizioni antiche era compiuta con un'accuratezza tale da essere "il merito e la gloria imperituri sul capo di Ciriaco" e Theodor Mommsen lo considerava il padre dell'epigrafia. Ciriaco tentava di interpretare le epigrafi presenti sugli antichi monumenti consultando le opere dei classici, che ricercava con assiduità nelle biblioteche. È noto che durante le sue ricerche archeologiche in Grecia, aveva sempre con sé i testi di Strabone, i quali, tra l'altro, contribuì a diffondere, copiandone i codici scoperti durante i suoi viaggi.

### Fino al XIX secolo
Fino alla seconda metà dell'Ottocento l'interesse verso le epigrafi era spesso di tipo collezionistico ed antiquario, in quanto non esisteva una disciplina scientifica che recuperasse le epigrafi per catalogarle e realizzare un'edizione critica e filologia dei testi.
Le iscrizioni avevano dato vita ai "lapidari", nei quali le epigrafi venivano esposte come quadri appesi alle pareti; in questo modo le epigrafi (soprattutto quelle realizzate su supporti lapidei) venivano sottratte al luogo del ritrovamento (e quindi decontestualizzate) e incassate nei muri per l'esposizione. Le epigrafi realizzate su altro materiale, in particolare su oggetti (instrumentum domesticum), erano spesso destinate ad arricchire collezioni private di ricchi antiquari.
Solo nella seconda metà del Settecento, nella cultura filologica italiana e tedesca, inizia a maturare la consapevolezza della necessità di un metodo scientifico che andasse a salvaguardare la storicità del documento. Una delle figure di spicco all'interno di questo quadro è Scipione Maffei (1675-1755), che si prefisse lo scopo di creare un corpus delle epigrafi fino ad allora conosciute, operando per la prima volta una distinzione tra quelle greche e quelle latine. In un'importante opera del Maffei, l'"Ars critica lapidaria", si riscontrano i primi segni della ricerca di un metodo scientifico per la trattazione delle epigrafi. Scipione Maffei fu inoltre il primo a costituire un museo pubblico lapidario a Verona nel 1745.

### Il 1800
Nella prima metà del XIX sec iniziano in diversi paesi dell'Europa una serie di progetti per l'edizione dei testi epigrafici.
In Italia, l'Istituto Vaticano cura la pubblicazione di un corpus di iscrizioni cristiane, in Francia è la casa editrice Les Belles Lettres a occuparsi delle pubblicazioni, mentre in ambito prussiano l'Accademia delle Scienze di Berlino, guidata dalla grandissima personalità di Theodor Mommsen, intraprende il monumentale progetto di un corpus di tutta l'epigrafia latina fino ad allora conosciuta, il CIL - Corpus Inscriptionum Latinarum.
Sarà questo progetto quello che si rivelerà vincente.

## IlCorpus Inscriptionum Latinarum
Il CIL (Corpus Inscriptionum Latinarum) è una raccolta (o silloge, termine di comune utilizzo tra gli specialisti della materia) di iscrizioni latine, strumento fondamentale di consultazione per l'epigrafista, lo storico e l'archeologo, il cui primo volume è stato pubblicato nel 1863 sotto la guida illustre di Theodor Mommsen. Ad esso, nel corso degli anni, si sono aggiunti altri sedici volumi, periodicamente aggiornati in seguito al rinvenimento di nuove epigrafi. Alcuni volumi sono oggi liberamente consultabili online attraverso il sito Arachne (vedi voce Corpus Inscriptionum Latinarum).
La struttura del Corpus è la seguente:
- I. Inscriptionum latinae antiquissimae ad C. Caesaris mortem.  Dedicato all'epigrafia repubblicana, raccoglie, come precisato nel titolo, le iscrizioni latine databili prima dell'assassinio di Cesare. La prima edizione del 1863 curata da Wilhelm Henzen è stata sostituita da una seconda aggiornata (CIL I2) pubblicata a partire dal 1893.
- II. Inscriptiones Hispaniae Latinae.  Raccoglie le iscrizioni provenienti dalla penisola iberica (Spagna e Portogallo). La prima edizione del 1869 curata da Emil Hübner è in via di sostituzione con una seconda aggiornata (CIL II2) pubblicata a partire dal 1995.
- III. Inscriptiones Asiae, provinciarum Europae Graecarum, Illyrici Latinae.
- IV. Inscriptiones parietariae Pompeianae, Herculanenses, Stabianae.
- V. Inscriptiones Galliae Cisalpinae Latinae.  Dedicato all'epigrafia dell'Italia settentrionale.
- VI. Inscriptiones urbis Romae latinae.  Dedicato alle iscrizioni urbane (ovverosia pertinenti alla città di Roma, l'Urbs per eccellenza).
- VII. Inscriptiones Britanniae Latinae. Dedicato alle iscrizioni provenienti dal territorio della Gran Bretagna.
- VIII. Inscriptiones Africae Latinae. Dedicato alle iscrizioni provenienti dall'Africa nord-occidentale, dall'odierna Tunisia al Marocco.
- IX. Inscriptiones Calabriae, Apuliae, Samnii, Sabinorum, Piceni Latinae. Dedicato alle iscrizioni relative al versante adriatico dell'Italia centro-meridionale (regiones augustee II Apulia et Calabria, IV Samnium, V Picenum).
- X. Inscriptiones Bruttiorum, Lucaniae, Campaniae, Siciliae, Sardiniae Latinae. Dedicato alle iscrizioni del settore occidentale dell'Italia meridionale (Campania e regio augustea III Lucania et Bruttii) e delle province romane di Sicilia e Sardinia.
- XI. Inscriptiones Aemiliae, Etruriae, Umbriae Latinae. Dedicato alle iscrizioni dell'Italia centro-settentrionale (regiones augustee VI Umbria, VII Etruria, VIII Aemilia).
- XII. Inscriptiones Galliae Narbonensis Latinae. Dedicato alle iscrizioni della Francia meridionale (Gallia Narbonensis).
- XIII. Inscriptiones trium Galliarum et Germaniarum Latinae. Dedicato alle iscrizioni della Francia centro-settentrionale (Tres Galliae), del Belgio, del Lussemburgo e dei territori occupati della Germania fino al confine lungo il fiume Reno.
- XIV. Inscriptiones Latii veteris Latinae. Dedicato alle epigrafi del Latium vetus, inclusi i centri di Ostia e Portus.
- XV. Inscriptiones urbis Romae Latinae. Instrumentum domesticum.
- XVI. Diplomata militaria.
- XVII. Miliaria imperii Romani. Dedicato alle pietre miliari.

La mole del progetto ha portato a notevoli difficoltà nell'aggiornamento, per cui le diverse nazioni hanno scelto metodi diversi per aggiornare la raccolta epigrafica.
In Italia, l'Unione Accademica Nazionale aveva intrapreso un progetto chiamato Inscriptiones Italiae, che doveva provvedere a un aggiornamento sistematico del CIL; la pubblicazione, però, si è limitata a poche uscite e il progetto venne in seguito abbandonato e sostituito dai Supplementa Italica.

## ISupplementa Italica
Il progetto di aggiornamento del CIL per il territorio italiano, iniziato nel 1980 sotto la guida del prof. Silvio Panciera, adotta nell'edizione delle epigrafi un nuovo metodo, diverso da quello precedentemente utilizzato dal Corpus, seguendo le disposizioni stabilite nella convenzione internazionale del 1980 (sistema di segni diacritici Panciera-Krummrey).
I volumi finora pubblicati, a cura della Quasar, sono i seguenti:
1. Regio I - Latium et Campania: Ferentinum. Regio VI - Umbria: Pisaurum. Regio VII - Etruria: Falerii Novi.
2. Regio I - Latium et Campania: Velitrae. Regio IV - Sabina et Samnium: Histonium; Teate Marrucinorum. Regio IX - Liguria: Vada Sabatia.
3. Regio III - Lucania et Bruttii: Locri; Tegianum; Cosilinum; Atina; Volcei; Eburum. Regio IV - Sabina et Samnium: Corfinium. Regio IX - Liguria: Genua; ora a Luna ad Genuam.
4. Regio IV - Sabina et Samnium: Sulmo; Trebula Suffenas. Regio IX - Liguria: Albingaunum. Regio X - Venetia et Histria: Bellunum.
5. Regio II - Apulia et Calabria: Rubi. Regio III - Lucania et Bruttii: Regium Iulium. Regio IV - Sabina et Samnium: Superaequum; Forum Novum. Regio X - Venetia et Histria: Feltria.
6. Regio I - Latium et Campania: Setia. Regio V - Picenum: Cingulum. Regio VI - Umbria: Camerinum. Regio IX - Liguria: Vallis Tanari Superior. Regio X - Venetia et Histria: Tridentum; Anauni.
7. Struttura ed istruzioni per l'uso. Correzioni ai volumi 1-6. Indici: Parole in contesto - Numerali - Tipologia dei supporti - Materiali - Tecniche di scrittura - Datazioni - Conguagli bibliografici - Inediti.
8. Regio II - Apulia et Calabria: Barium. Regio IV - Sabina et Samnium: Aufidena. Regio V - Picenum: S. Vittore di Cingoli. Regio VIII - Aemilia: Caesena. Regio IX - Liguria: Carreum Potentia. Regio X - Venetia et Histria: Brixia; Benacenses; Valles supra Benacum; Sabini; Trumplini; Camunni.
9. Regio IV - Sabina et Samnium: Amiternum - Ager Amiterninus. Regio XI - Transpadana: Ticinum; Laumellum et vicinia.
10. Regio VIII - Aemilia: Forum Popili; Forum Livi. Regio IX - Liguria: Hasta - Ager Hastensis; Albintimilium. Regio X - Venetia et Histria: Tergeste - Ager Tergestinus et Tergesti adtributus.
11. Regio II - Apulia et Calabria: Gnathia. Regio V - Picenum: Tolentinum. Regio VI - Umbria: Mevaniola. Regio VIII - Aemilia: Parma. Regio X - Venetia et Histria: Ager inter Benacum et Athesin a Bardolino usque ad Roveretum.
12. Regio VI - Umbria: Attidium. Regio IX - Liguria: Industria. Regio X - Venetia et Histria: Iulium Carnicum; Ausugum.
13. Regio IV - Sabina et Samnium: Nursia - Ager Nursinus. Regio V - Picenum: Septempeda. Regio IX - Liguria: Vardacate; Forum Germa(---); Pedona.
14. Introduzione. Correzioni ai volumi 8-13. Indici: Parole in contesto - Numerali - Tipologia dei supporti - Materiali - Tecniche di scrittura - Datazioni - Conguagli bibliografici.
15. Regio X - Venetia et Histria: Ateste.
16. Regio I - Latium et Campania: Aletrium. Regio VII - Etruria: Rusellae. Regio X - Venetia et Histria: Forum Iulii. Regio XI - Transpadana: Bergomum; Ager inter Olium et Sarium; Valles Serina et Sassina; Forum Vibii Caburrum.
17. Regio IX - Liguria: Forum Fulvi Valentia; Alba Pompeia. Regio X - Venetia et Histria: Ferrara cum agro.
18. Regio IV - Sabina et Samnium: Reate - Ager Reatinus. Regio V - Picenum: Trea. Regio VI - Umbria: Ameria; Suasa.
19. Regio VI - Umbria: Interamna Nahars. Regio IX - Liguria: Pollentia; Augusta Bagiennorum. Regio XI - Transpadana: Vercellae - inter Vercellas et Eporediam.
20. Regio II - Apulia et Calabria: Venusia.
21. Introduzione. Correzione ai volumi 15-20. Indici: Parole in contesto - Numerali - Tipologia dei Supporti - Materiali - Tecniche di scrittura - Datazioni - Conguagli bibliografici.
22. Regio IX - Liguria: Forum Iulii Iriensium. Regio IV - Sabina et Samnium: Aufidena; Histonium; Teate Marrucinorum; Sulmo; Corfinium; Superaequum. Regio V - Picenum: Cingulum. Regio V - Picenum: S. Vittore di Cingoli. Regio VI - Umbria: Camerinum. Regio IX - Liguria: Genua; Ora a Luna ad Genuam; Vallis Tanari superior. Regio X - Venetia et Histria: Bellunum; Pagus Laebactium; Feltria. Regio XI - Transpadana: Ticinum; Laumellum et vicinia. Italia, Sicilia, Sardinia epigraphicae. Repertorio bibliografico.
23. Regio II - Apulia et Calabria: Butuntum. Regio V - Picenum: Firmum Picenum. Regio V - Picenum: Potentia. Regio VI - Umbria: Asisium. Regio VI - Umbria: Matilica. Svpplementorvm Svpplementa: Regio II - Apulia et Calabria: Gnathia. Italia, Sicilia, Sardinia Epigraphicae: Repertorio bibliografico, 2.
24. Regio II - Apulia et Calabria: Sipontium. Regio V - Picenum: Picenum. Pausulae. Regio X: Venetia et Histria. Tarvisium. Svpplementorvm Svpplementa: Regio IV: Sabina et Samnium. Forum Novum. Regio IX. Liguria. Hasta - Ager Hastensis. Italia, Sicilia, Sardinia Epigraphicae: Repertorio bibliografico, 3.
25. Regio I - Latium et Campania: Liternum. Regio IX - Liguria: Aquae Statiellae. Supplementorum Supplementa: Regio X: Venetia et Histria: Brixia; Benacenses; Valles Supra Benacum; Sabini; Trumplini; Camunni. Italia, Sicilia, Sardinia Epigraphicae: Repertorio bibliografico, 4.
26. Regio II - Apulia et Calabria: Ager inter Gnathiam et Barium. Regio II - Apulia et Calabria: Caelia. Regio IX - Liguria: Iulia Dertona. Regio X - Venetia et Histria: Arusnatium Pagus. Italia, Sicilia, Sardinia Epigraphicae: Repertorio bibliografico, 5.
27. Regio IV - Sabina et Samnium: Terventum. Regio VI - Umbria: Urvinum Hortense. Regio VI - Umbria: Arna. Regio IX - Transpadana: Laus Pompeia. Italia, Sicilia, Sardinia Epigraphicae: Repertorio bibliografico, 6.
28. Regio X - Venetia et Histria: Patavium. Italia, Sicilia, Sardinia Epigraphicae: Repertorio bibliografico, 7.
29. Regio II - Apulia et Calabria: Genusia. Regio II - Apulia et Calabria: Aeclanum - Ager inter Compsam et Aeclanum. Regio V - Picenum: Numana. Regio VI - Umbria: Trebiae. Regio X - Venetia et Histria: Arilica. Svpplementorvm svpllementa: Regio IX - Liguria Vada Sabatia. Regio IX - Liguria: Albigaunum. Italia, Sicilia, Sardinia Epigraphicae: Repertorio bibliografico, 8.
30. Regio VII - Etruria: Perusia - Ager Perusinus. Italia, Sicilia, Sardinia Epigraphicae: Repertorio bibliografico, 9.
31. Regio II - Apulia et Calabria: Bantia. Regio XI - Transpadana: Inter Novariam et Vercellas - Novaria - Inter Novariam et Aronam - Ripa Lacus Verbani occidentalis supra Aronam - Vallis Ossolae. Italia, Sicilia, Sardinia Epigraphicae: Repertorio bibliografico, 10.

Serie Imagines:
1. Roma (CIL, VI) 1 - Musei Capitolini.
2. Roma (CIL, VI) 2 - Musei Vaticani - Antiquarium del Celio.
3. Latium Vetus (CIL, XIV; Eph. Epigr., VII e IX) - Latium vetus praeter Ostiam.
4. Roma (CIL, VI) 3 - Collezioni fiorentine 1.
5. Roma (CIL, VI) 4 - Napoli: Museo Archeologico Nazionale - Verona: Museo Lapidario Maffeiano, Museo Archeologico al Teatro Romano.
6. Roma (CIL, VI) 5 - Collezioni urbane dei palazzi storici.

## Database epigrafici
La diffusione generalizzata dei supporti informatici e dell'accesso alle reti telematiche ha spinto le università italiane e straniere ad intraprendere progetti di digitalizzazione e schedatura del patrimonio epigrafico noto, sia di quello pubblicato nei volumi del CIL che di quello apparso in pubblicazioni successive o parallele ad esso. In particolare il progetto EAGLE (Electronic Archive of Greek and Latin Epigraphy), nato sotto il patrocinio dell'AIEGL (Association internationale d'épigraphie grecque et latine), si è posto come base per una banca dati unitaria di pubblica consultazione, attualmente strutturata in:
- EDR, Epigraphic Database Roma (http://www.edr-edr.it), cui afferiscono numerose università, soprintendenze ed enti italiani, con sede a Roma presso la cattedra di Epigrafia Latina della Facoltà di Lettere e Filosofia di Sapienza Università di Roma; il progetto è destinato a completare la schedatura di tutte le iscrizioni provenienti dal suolo italiano, ciascuna corredata, quando disponibile, di una o più immagini fotografiche o dalle riproduzioni dei relativi apografi. Attualmente sono disponibili schede accurate di oltre 94.000 reperti iscritti.
- EDH, Epigraphische Datenbank Heidelberg (http://edh-www.adw.uni-heidelberg.de/home), con sede a Heidelberg in Germania presso la Heidelberger Akademie der Wissenschaften, si pone come obiettivo la schedatura di tutte le iscrizioni latine provenienti dalle province romane. Attualmente contiene schede relative ad oltre 81.000 reperti iscritti.
- EDB, Epigraphic Database Bari (http://www.edb.uniba.it Archiviato il 25 gennaio 2010 in Internet Archive.), con sede presso il Dipartimento di Studi Classici e Cristiani dell'Università di Bari, contiene oltre 41.000 testi epigrafici, parte dei quali in lingua greca, pertinenti a siti o monumenti romani di committenza cristiana, dal sec. III al sec. VIII.
- HE, Hispania Epigraphica (http://eda-bea.es Archiviato l'11 agosto 2020 in Internet Archive.), comprendente circa 30.000 iscrizioni latine, greche, semitiche ed iberiche ritrovate in Portogallo e in Spagna.
- PETRAE, Programme d'enregistrement, de traitement et de recherches automatiques en épigraphie (http://petrae.tge-adonis.fr) è un database epigrafico di matrice francese, implementato dall'Istituto Ausonius gestito dal CNRS e dall'Université Michel de Montaigne, Bordeaux 3, il cui progetto risale al 1986, rimasto tuttavia ad uno stato embrionale con circa 4000 iscrizioni dalla Spagna, 1500 dall'Aquitania, 300 dall'Italia, 500 dalla Grecia e 1700 dall'Africa.

Al di fuori delle banche dati federate del progetto EAGLE si pone la ricca Epigraphische Datenbank Clauss - Slaby (https://web.archive.org/web/20080917234104/http://www.manfredclauss.de/), realizzata su iniziativa del prof. Manfred Clauss della Johann Wolfgang Goethe-Universität di Francoforte, con oltre 520.000 iscrizioni registrate provenienti da tutto il mondo romano e 200.000 immagini fotografiche.

### Voci a carattere generale
- Epigrafia
  - Epigrafia greca
  - Epigrafia cristiana
  - Epigrafia medievale
- Lingua latina
  - Alfabeto latino
  - Scrittura e pronuncia del latino
- Paleografia latina
- Papirologia

### Approfondimenti
- Abbreviazioni latine
- Onomastica romana
- Tribù romane
- Calco epigrafico
- Carattere lapidario romano
- Theta nigrum
- Pietra miliare

### Corporaepigrafici
- CIL - Corpus Inscriptionum Latinarum
- L'Année épigraphique
- CLE - Carmina Latina Epigraphica
- Corpus Inscriptionum Etruscarum
- Inscriptiones Latinae Selectae

### Esempi di iscrizioni latine
- Testamento di Aulo Quintilio Prisco
- Bronzo di Ascoli
- Editto di Banasa
- Lapis Pollae
- Sarcofago di Lucio Lupercio
- Miliario di Corinaldo
- Piatto di Ardaburio Aspare
- Lex spoletina
- Tavola di Trinitapoli